# Talpa streetorum
Talpa streetorum ist eine Säugetierart aus der Familie der Maulwürfe (Talpidae) innerhalb der Ordnung der Insektenfresser (Eulipotyphla). Ihr Verbreitungsgebiet befindet sich in den Gebirgsregionen des nordwestlichen Iran. Von dort ist die Art aber nur von einigen wenigen Fundpunkten belegt. Insgesamt liegen nur wenige Informationen vor, die meisten stammen von Museumsexemplaren. Es handelt sich um einen großen Vertreter der Eurasischen Maulwürfe, dessen auffallendes Kennzeichen eine breite Schnauze darstellt. Die Lebensweise ist unerforscht. Wissenschaftlich benannt wurde die Art im Jahr 1965. Nachfolgend galt sie über längere Zeit als identisch mit dem Pater-David-Maulwurf, der in der südöstlichen Türkei beheimatet ist. Untersuchungen zur Anatomie des Schädels im Jahr 2023 führten dann aber wieder zur Anerkennung als eigenständige Art. Der Gefährdungsgrad ist unbekannt.

## Merkmale
Über das äußere Erscheinungsbild von Talpa streetorum ist aus Ermangelung lebend gesichteter Exemplare nur wenig bekannt. Einzig der Schädel wurde genauer untersucht und beschrieben. Es handelt sich um einen großen Vertreter der Eurasischen Maulwürfe. Alle Mitglieder der Gattung charakterisieren sich durch einen zylindrischen Körper, kurzen Hals und schaufelartige, nach außen gedrehte Vorderfüße. Für Talpa streetorum werden die Handflächen als besonders breit angegeben. Die jeweils fünf Finger tragen kräftige und gekrümmte Krallen, die seitlich verschmälert sowie einen ovalen, allerdings unten abgeplatteten Querschnitt haben. Der Schädel wird 31,6 bis 33,0 mm lang, am Hirnschädel 16,4 bis 17,0 mm breit und 9,3 bis 10,1 mm hoch. In den Ausmaßen ähnelt der Schädel dem der ebenfalls sehr großen Art Talpa hakkariensis, allerdings ist er bei Talpa streetorum deutlich höher. Ein markantes Kennzeichen für beide Vertreter findet sich in dem breiten Rostrum. An den Molaren wird es bei Talpa streetorum 10,4 bis 11 mm breit, an den Eckzähnen 4,8 bis 5,1 mm. Der Unterkiefer besitzt im Gegensatz zu Talpa hakkariensis mehrere Foramen mandibulae, außerdem ist die Basis des Kronenfortsatzes breiter ebenso wie dieser insgesamt steiler aufsteigt. Das Gebiss setzt sich aus 44 Zähnen zusammen, was der ursprünglichen Zahnformel der Höheren Säugetiere entspricht. Die drei vorderen oberen und die beiden mittleren unteren Prämolaren sind eher nagelartig gestaltet. Am vorderen oberen Mahlzahn fehlt das Parastyl weitgehend. Diese Scherkante, die am vorderen Zahnende ansetzt, ist auch bei Talpa hakkariensis nur schwach ausgeprägt, kommt aber typischerweise beim Pater-David-Maulwurf (Talpa davidiana) vor. Die Zahnreihe des Oberkiefers misst 14,1 bis 14,4 mm in der Länge.

## Verbreitung und Lebensraum

Verbreitungsgebiet von Talpa streetorum

Talpa streetorum ist lediglich von einigen wenigen Fundpunkten im nordwestlichen Iran bekannt. Namentlich handelt es sich um Hezar Darreh und Divandarreh in der Provinz Kordestān. Beide Lokalitäten liegen in gebirgigen Regionen, die Typusfundstelle Hezar Darreh befindet sich in einer Höhenlage von 2180 m über dem Meeresspiegel. Das Verbreitungsgebiet von Talpa streetorum bildet gemeinsam mit dem des Pater-David-Maulwurf und von Talpa hakkariensis den südlichsten Nachweis der Eurasischen Maulwürfe.

## Lebensweise
Über die Lebensweise von Talpa streetorum liegen keine Informationen vor.

## Systematik
Talpa streetorum ist eine Art aus der Gattung der Eurasischen Maulwürfe (Talpa), zu der rund 15 weitere Vertreter gestellt werden und deren bekanntestes der Europäische Maulwurf (Talpa europaea) darstellt. Die Eurasischen Maulwürfe gehören wiederum zur Tribus der Eigentlichen Maulwürfe (Talpini) innerhalb der Familie der Maulwürfe (Talpidae). Die Tribus fasst die zumeist grabenden Vertreter der Maulwürfe zusammen, andere Angehörige der Familie leben dagegen nur teilweise unterirdisch, bewegen sich oberirdisch fort oder haben sich an eine semi-aquatische Lebensweise angepasst.
Die wissenschaftliche Erstbeschreibung von Talpa streetorum erfolgte im Jahr 1965 durch Douglas M. Lay. Sie basiert auf fünf Individuen aus Hezar Darreh in der Provinz Kordestān im Nordwesten des Iran. Die Tiere waren bereits im Jahr 1953 während einer Felduntersuchung des Teheraner Zweigs des Institut Pasteur entdeckt worden. Neun Jahre später anlässlich einer Expedition des Field Museum of Natural History in Chicago durch den Iran wurden die Individuen von M. Baltazard, dem damaligen Direktor des örtlichen Institut Pasteur, an William S. Street und Janice Kergan Street übergeben, ersterer leitete das Museumsvorhaben. Lay, der selbst an der Expedition teilnahm, untersuchte die Exemplare und kam zu dem Schluss, dass es sich hier aufgrund der hohen Zahnanzahl und der robusten Schädelausprägung um eine eigenständige Art handelt. Diese benannte er zu Ehren der beiden Mitarbeiter des Field Museums, wählte hierbei allerdings die Bezeichnung Talpa streeti. Als Holotypus zeichnete Lay ein männliches Individuum aus. Zwei Jahre später korrigierte Lay den Artnamen in Talpa streetorum, was notwendig erschien, da sich das Artepitheton auf zwei Personen mit dem Namen Street bezieht. Die Namensänderung wurde teilweise übernommen, war aber nicht in jedem Fall akzeptiert.
Die Form blieb darauffolgend lange Zeit unerforscht, wurde aber Ende der 1980er Jahre auch für das Gebiet der Türkei angenommen. Im Jahr 2001 analysierte Boris Kryštufek im Rahmen einer Neubewertung des Pater-David-Maulwurfs (Talpa davidiana) das Material erneut. Seiner Meinung nach wiesen Lays Talpa streeti und der Pater-David-Maulwurf deutliche anatomische Übereinstimmungen auf, weswegen er ersteren mit letzterem gleichsetzte. Das Verbreitungsgebiet des Pater-David-Maulwurfs erweiterte sich so deutlich nach Osten. Zusätzlich integrierte Kryštufek noch eine Population aus der im Südosten der Türkei liegenden Provinz Hakkâri in die Art, wodurch das Vorkommen des Pater-David-Maulwurfs sehr weitläufig, wenn auch zersplittet wurde. Der Pater-David-Maulwurf war ursprünglich im Jahr 1884 von Alphonse Milne-Edwards anhand von Funden aus dem nördlichen Syrien beschrieben worden. Seine systematische Stellung blieb aber lange umstritten. Dies klärte erst Kryštufek in seiner Analyse aus dem Jahr 2001.
Die Arbeit von Kryštufek wurde allgemein akzeptiert und später auch durch molekulargenetische Untersuchungen bestätigt. Diesen zufolge erwies sich der Pater-David-Maulwurf als nahe verwandt mit dem Talysch-Maulwurf (Talpa talyschensis), der an der Südküste des Kaspischen Meeres beheimatet ist. Beide Arten stehen wiederum dem Kaukasischen Maulwurf (Talpa caucasica) nahe. Alle zusammen bilden innerhalb der Eurasischen Maulwürfe eine östliche Gruppe, die sich bereits im Oberen Miozän vor 6,6 bis 5,5 Millionen Jahren kurz nach der Herausformung der Gattung von den anderen Linien getrennt hatte. Ihr gegenüber vereint die westliche Gruppe unter anderem den Blindmaulwurf (Talpa caeca) und den Levantinischen Maulwurf (Talpa levantis) und zählt darüber hinaus auch den Europäischen Maulwurf zu ihren Mitgliedern.
In einer weiteren, im Jahr 2023 vorgelegten genetischen Studie zeigte sich jedoch, dass der Pater-David-Maulwurf von Kryštufek sehr umfassend interpretiert war. Die Tiere aus der südosttürkischen Region Hakkâri erwiesen sich als weniger eng verwandt mit dem eigentlichen Pater-David-Maulwurf, der genetische Abstand wurde mit 11 bis 12 % bemessen. Hinzu kamen die deutlich größeren Körperausmaße der Maulwürfe aus Hakkâri im Vergleich zum Pater-David-Maulwurf. Diese Ergebnisse veranlassten ein Arbeitsteam um İslam Gündüz, den Tieren aus der Provinz Hakkâri einen eigenen Artstatus zuzugestehen, als Bezeichnung wählten sie hierbei Talpa hakkariensis. Lays Talpa streeti war in die genetische Studie nicht involviert. Allerdings argumentierten die Forscher, dass die Maulwürfe aus dem nordwestlichen Iran ebenfalls eine deutlich größere Körpergestalt aufweisen und gegenüber dem Pater-David-Maulwurf und Talpa hakkariensis markante anatomische Unterschiede im Schädelbau besitzen. Außerdem verfügen grabende Maulwürfe vor allem in trockenen Landschaftsräumen über ein zumeist eng begrenztes Verbreitungsgebiet. Das sollte auch auf die Maulwürfe des nordöstlichen Irans zutreffen, deren Vorkommen von den beiden zuvor genannten Arten sehr weit abgetrennt liegt. Basierend auf diesen Indizien hoben Gündüz und Kollegen die Population aus dem iranischen Kordestān erneut in den Artstatus, gleichzeitig korrigierten sie den Artnamen im Sinne von Lay wiederum in Talpa streetorum.
Bereits rund 30 Jahre vor Lay, im Jahr 1937, hatte Dorothea Bate eine ausgestorbene Form namens Talpa chthonia aus der Tabun-Höhle in Israel wissenschaftlich eingeführt. Die fundführenden Schichten der Höhle gehören dem  Jungpleistozän an. In der Vergangenheit wurde Talpa chthonia häufig als mit dem Pater-David-Maulwurf identisch betrachtet, wodurch sich dessen Verbreitungsgebiet im ausgehenden Pleistozän um 400 km Richtung Süden verschieben würde. Als Vergleichsmaterial für diese Einschätzung wurden Tiere aus Hakkâri herangezogen. Durch die Aufspaltung des Pater-David-Maulwurfs in drei Arten kommt potentiell aber jede dieser Formen für die Gleichsetzung in Frage. Sofern sich eine Konspezifität mit Talpa hakkariensis oder Talpa streetorum bestätigen lässt, müsste der eigentliche Artname aufgrund der früheren Benennung und in Übereinstimmung mit der Prioritätsregel für eine der beiden Arten auf Talpa chthonia übergehen.

## Bedrohung und Schutz
Talpa streetorum wird von der IUCN nicht als eigenständig erfasst, sondern dem Pater-David-Maulwurf zugerechnet. Für dessen Bestand liegen aber kaum Informationen zur Gefährdungslage vor. Die Naturschutzorganisation stuft die Art daher in die Kategorie „ungenügende Datengrundlage“ (data deficient) ein. Der Lebensraum des Pater-David-Maulwurfs ist starken Veränderungen ausgesetzt, welche durch menschliches Einwirken hervorgerufen werden. Ursächlich verantwortlich dafür sind die Ausdehnung städtischer Siedlungs- und wirtschaftlicher Nutzflächen sowie Aufforstung.